# VeggieTales
VeggieTales è una serie animata statunitense, con protagonisti frutta e verdure antropomorfe, prodotta da Big Idea Entertainment e di proprietà di Comcast inedito in Italia.

## Storia
VeggieTales è stata creata da Phil Vischer e Mike Nawrocki, in collaborazione con Big Idea Productions.  Il loro scopo era quello di produrre video per bambini che trasmettessero temi morali cristiani e insegnassero valori e temi biblici. La serie consisteva in una raccolta di storie raccontate da un gruppo di personaggi antropomorfi che vivono su un ripiano di una cucina, e fu inizialmente distribuita nel mercato direct-to-video, con il primo programma di 30 minuti, Where's God When I'm S-Scared?, pubblicato nel dicembre 1993. In totale, Big Idea pubblicò 45 episodi della serie tra cui tre collezioni di Silly Song, 5 specials di vacanze, 4 episodi di LarryBoy e un'esercitazione di disegno, oltre a 13 compilation di materiale precedentemente pubblicato, e due lungometraggi, Jonah: A VeggieTales Movie e I pirati fannulloni.  A partire dal 2006, la serie debuttò in televisione su NBC, mentre il 30 settembre 2008, la Big Idea annunciò che Mike Nawrocki avrebbe creato una "nuova serie TV originale VeggieTales", anche se non furono rivelate ulteriori notizie.
Vischer ebbe l'idea di creare la serie nei primi anni '90, mentre stava testando un software da utilizzare per i video per bambini. A causa dei limiti di Softimage 3D in quel momento, decise di evitare l'ostacolo tecnico di disegnare personaggi con braccia, gambe, capelli e vestiti. Il suo primo modello di animazione fu un candy bar antropomorfo. Quando sua moglie gli suggerì che i genitori preferivano un eroe che promuoveva abitudini alimentari più sane, iniziò a disegnare i personaggi basati su frutta e verdura. Il cast iniziale di doppiatori era composto principalmente da amici dello stesso Vischer, come Dan Anderson (Dad Asparagus) e Jim Poole (Scooter the Carrot), che hanno collaborato con Vischer a delle recite nella loro chiesa locale. Softimage 3D fu utilizzato per ulteriori episodi fino al 1999, quando è stato sostituito con Autodesk Maya.
Dopo l'uscita dell'episodio Noah's Ark, la Big Idea non annunciò nuove uscite per l'home video, apparentemente concentrandosi esclusivamente sulla serie animata trasmessa su Netflix. Nel giugno 2017, Mike Nawrocki apparve sul talk show cristiano Today's Life e affermò che "se c'è mai un'opportunità per fare qualcosa di VeggieTales - mi piacerebbe farlo". Inoltre, sul suo profilo di LinkedIn, Nawrocki affermò di aver lasciato la Big Idea nel febbraio 2016. La seconda e ultima stagione di VeggieTales in the City fu trasmessa da Netflix a fine 2017.
Al Christian Worldview Film Festival del 2018, Mike Nawrocki ha confermato che non lavora più con VeggieTales e che non c'era nulla in produzione. Phil Vischer ha dichiarato che non sarebbe tornato al lavoro sui nuovi episodi, e il 1º luglio 2018, ha spiegato su Twitter che il team che ha prodotto, in particolare, le uscite per l'home video fu licenziato nel 2015, mentre il team della serie su Netflix terminò il lavoro nell'estate 2017. Comcast chiuse gli uffici della Big Idea a Nashville poco dopo. Vischer, tuttavia, confermò che i dipendenti di Big Idea continuano a lavorare e che non sono stati licenziati.

## Lungometraggi
- Jonah: un film dei Verdurini (Jonah: A VeggieTales Movie), regia di Phil Vischer e Mike Nawrocki (2002)
- I pirati fannulloni (The Pirates Who Don't Do Anything: A VeggieTales Movie), regia di Mike Nawrocki (2008)

## Opere teatrali
VeggieTales Live è una serie di spettacoli teatrali basati sulla serie di VeggieTales. La prima serie sul palco faceva parte di un accordo biennale con Clear Channel nel 2002 e sei versioni degli spettacoli sono state messe in scena, e sono stati presentati negli Stati Uniti e nei parchi a tema come Dollywood e Silver Dollar City.

## Critica
La serie ha guadagnato, tra il 1996 e il 1999, 44 milioni di dollari in quanto i racconti morali e l'umorismo off-beat si rivelarono popolari anche tra i genitori. Common Sense Media affermò che "VeggieTales sarà probabilmente più divertente per i più piccoli, o, forse più esattamente, per gli spettatori meno sofisticati, più il fatto che puoi vederli arrivare a un miglio di distanza, e anche le migliori canzoni non possono renderti più eccitante".
Il lungometraggio Jonah: A VeggieTales Movie detiene attualmente un punteggio del 65% su Rotten Tomatoes basato su 55 recensioni di critica, con un punteggio medio di 5,8 su 10. I pirati fannulloni, invece, ha ottenuto un punteggio del 39%, basato su 33 recensioni, con un punteggio medio di 4,7/10.

## Videogiochi
Big Idea e altri studios hanno pubblicato videogiochi per PC, Macintosh, iOS e Android, come ad esempio la versione per PlayStation 2 di LarryBoy and the Bad Apple.

### Mac/PC
- Veggie Tales Super Silly Fun! (2005)[16]
- The Mystery of Veggie Island (3 settembre 2002)[17]
- Veggie Carnival (15 ottobre 2002)[18]
- Jonah: A VeggieTales Game (15 ottobre 2002)[19]
- Veggie Tales Creativity City (4 febbraio 2003)[20]
- Minnesota Cuke and the Coconut Apes (30 settembre 2003)[21]

### PlayStation 2 e Game Boy Advance
- LarryBoy and the Bad Apple (1 agosto 2006)[22]

### iOS e Android
- Step-by-Story presents: The Goofy Gift (28 dicembre 2011)[23]
- VeggieTales Spotisodes Collection (7 febbraio 2012)[24]
- Step-by-Story presents: Larry's Missing Music (19 marzo 2012)[25]